# Dietmar Katzy
Dietmar Katzy (* 18. Juli 1935 in Mährisch Ostrau; † 18. Juli 2013 in Aachen) war ein deutscher Politiker der CDU.

## Ausbildung und Beruf
Dietmar Katzy erhielt 1953 die Mittlere Reife. Danach absolvierte er von 1953 bis 1956 eine Maschinenschlosserlehre. Die Facharbeiterprüfung  legte er 1956 ab. Bis 1958 war er als Maschinenschlosser und Werkzeugmacher tätig. 1958 erwarb er das Abitur am Aachener Abendgymnasium. Von 1958 bis 1961 belegte er ein Studium des Gewerbelehramtes. 1961 erfolgte die erste Staatsprüfung und 1963 die zweite Staatsprüfung für das Lehramt an berufsbildenden Schulen. Es folgte von 1963 bis 1975 die Unterrichtstätigkeit und Ausbildung von Studienreferendaren. Ab 1968 war Katzy Fachleiter am Bezirksseminar für das Lehramt an berufsbildenden Schulen Aachen und ab 1971 Studiendirektor als Fachleiter an einem Bezirksseminar.
Weitere Tätigkeiten: Seit 1969 Mitglied verschiedener Richtlinienkommissionen, 1972 bis 1975 Mitglied der Schulbuchkommission für politische Bildung in Nordrhein-Westfalen und deren Vorsitzender von 1974 bis 1975. 
Katzy wurde 1975 gemäß Landesrechtsstellungsgesetz in den Ruhestand versetzt, 1980 schied er aus dem Amt nach § 32 des Abgeordnetengesetzes (AbgG NW) aus.

## Politik
Dietmar Katzy war seit 1961 Mitglied der CDU. Er wurde Mitglied des Kreisvorstandes der CDU Aachen-Stadt und Mitglied der Christlich Demokratischen Arbeitnehmerschaft (CDA). Ab 1972 war er Mitglied des Rates der Stadt Aachen, ab 1979 stellvertretender Fraktionsvorsitzender der CDU-Fraktion im Rat. Katzy war Mitglied der Christlich Demokratischen Arbeitnehmerschaft (CDA). 
Dietmar Katzy war vom 28. Mai 1975 bis zum 29. Mai 1985 direkt gewähltes Mitglied des 8. und 9. Landtages von Nordrhein-Westfalen für den Wahlkreis 001 Aachen-Stadt I bzw. für den Wahlkreis 001 Aachen I.